# Bertrand Hervieu
Pour les articles homonymes, voir Hervieu.
Bertrand Hervieu, né le 6 février 1948 à La Houssaye (Eure), est un sociologue français, spécialiste des questions rurales et agricoles.

## Biographie

### Formation
Diplômé de l’institut d’études politiques de Paris (1971) et docteur en sociologie (thèse sous la direction d'Henri Mendras soutenue en 1976). 

### Parcours universitaire
Assistant de recherche à l'Université Paris-Nanterre (1972 – 1978), il entre au CNRS comme chargé de recherche en 1978. 
Chargé de mission au Ministère du travail en 1981-1982, il est chargé de la sous-direction de la recherche et des études au Ministère de l'agriculture (1982 – 1985), puis conseiller technique du Ministre de l'agriculture Henri Nallet, et directeur général de l'enseignement et de la recherche (1985 – 1986). 
Directeur de recherche au CNRS, au Centre d'études de la vie politique française (CEVIPOF) de 1987 à 1997, il est nommé conseiller technique au cabinet du Premier ministre Édith Cresson, sur les questions rurales, de 1991 à 1992. En 1997-1998, il est conseiller technique du Ministre de l'agriculture et de la pêche Louis Le Pensec, chargé du développement rural, des forêts, de l'enseignement et de la recherche, chargé de la préparation de la loi d'orientation agricole et de la loi d'orientation forestière, puis conseiller technique du Ministre de l'agriculture et de la pêche Jean Glavany, jusqu'en 1999.
De 1999 à 2003, il est Président de l’Institut national de la recherche agronomique (INRA). Professeur (en détachement) de classe exceptionnelle à l'École nationale de génie rural, des eaux et des forêts (ENGREF), il devient secrétaire général du Centre international des hautes études agronomiques méditerranéennes (CIHEAM) de 2003 à 2009. 
Il est nommé en 2009 Inspecteur général de l'Agriculture au Conseil Général de l'Alimentation, de l'Agriculture et des Espaces Ruraux (CGAAER), puis vice-président du CGAER de 2012 à 2016. Membre de l'Académie d'Agriculture depuis 2001 (membre correspondant depuis 1989), il en a été élu Président pour l'année 2018.
Au cours de ses activités, il a été président d’Euragri (réseau des responsables européens de la recherche agronomique publique) de 2002 à 2003, membre du conseil d’administration de la Fondation nationale des sciences politiques (2001), président du conseil de direction du Gis Aire développement (2001 – 2003), membre du conseil d’administration de l’IFREMER (2000), membre du conseil d'administration du CIRAD (1999 – 2003), et président du Conseil scientifique du CIRAD (2009-2012). Il préside actuellement le Comité Environnement de la Fondation de France.
Il a enseigné aux universités de Paris-Nanterre, de Paris 1 Panthéon-Sorbonne, à l'IEP de Paris, et à l’École nationale d'administration (Ena). Animateur (1995-2003) du Groupe de Bruges (groupe européen de réflexion sur les politiques agricoles), membre (1992-1995) du Groupe de Seillac (groupe de réflexion sur la politique agricole présidé par Edgard Pisani), il a été président de l’Association des ruralistes français.
Il préside la Fondation reconnue d'utilité publique du Prieuré de Marcevol, et vice-préside la Fondation reconnue d'utilité publique Furstenberg-Beaumesnil.

### Engagement politique
Il est élu conseiller municipal de Beaumontel sur la liste de Sylvie Desprès, désignée maire, en 2020.

### Hommages et distinction
- Commandeur de la Légion d'honneur (2024)[6]
- Chevalier de l'ordre des Palmes académiques
- Commandeur de l'ordre du Mérite agricole[4]

Il est docteur honoris causa de l’Université Laval au Canada et de l’Université de Cluj en Roumanie.

### Vie privée
Il est marié à Danièle Hervieu-Léger, sociologue, directrice d'études honoraire, présidente de l'EHESS de 2004 à 2009. Il est le père de Benoît Hervieu-Léger, Judith Hervieu-Véricourt, et Clément Hervieu-Léger, sociétaire de la Comédie française.

## Publications récentes
. Une agriculture sans agriculteurs: la révolution indicible, avec François Purseigle, Paris, SciencesPo Les Presses, 2022
. Le retour à la nature en vue des temps difficiles. L'utopie néo-rurale en France, avec Danièle Hervieu-Léger ,La Tour d'Aigues, L'Aube, 2023
- Sociologie des mondes agricoles, avec François Purseigle, Paris, Armand Colin, 2013
- Les orphelins de l'exode rural, La Tour-d'Aigues, Éditions de l'Aube, 2008
- Les Mondes agricoles en politique, avec François Purseigle, Nonna Mayer, Pierre Muller, Jacques Rémy, Paris, Presses de Sciences Po, 2010
- À table ! Peut-on encore bien manger ?, Pascal Delannoy et Bertrand Hervieu dir., La Tour-d'Aigues, Éditions de l'Aube, 2003
- L'Archipel paysan, avec Jean Viard, La fin de la république agricole, La Tour-d'Aigues, Éditions de l'Aube, 2001
- Au bonheur des campagnes, avec Jean Viard, La Tour-d'Aigues, Éditions de l'Aube, 1996 et 2001
- Du droit des peuples à se nourrir eux-mêmes, Paris, Flammarion, 1996
- Les Agriculteurs, Paris, Presses universitaires de France, coll. Que sais-je ? 1996
- Les Champs du futur, Paris, Bourin éditeur, 1993, Julliard, 1994